# 貴方を愛しつづけて
「貴方を愛しつづけて」 (あなたをあいしつづけて、Since I've Been Loving You) は、イギリスのロックバンド、レッド・ツェッペリンの楽曲。1970年、彼らの第3作アルバム『レッド・ツェッペリン III 』のA面4曲目に収められて発表された。作詞作曲は、ジョン・ポール・ジョーンズ、ジミー・ペイジ、及びロバート・プラント。レコードでの演奏時間は7分20秒余。

## 概要
マイナーキーのスローなブルースナンバー。全体の曲想、及び歌詞に関して、モビー・グレープの楽曲「Never」との類似を指摘する声もある。
『レッド・ツェッペリン III』収録曲の中で最も早くからリハーサルされていたが、ヘッドリィ・グランジでは良い音色が得られず、セッションの終盤、アイランド・スタジオでようやく録音された。このテイクは、ギターソロを除いて、スタジオライヴの形で一発録りされた。
プラントの広い声域を縦横に駆使したヴォーカル、ペイジのドラマティックなギターが強烈に印象に残る曲である。中間部のギターソロについて、レコーディング・エンジニアのテリー・マニングは「ロック史上最高のギターソロ」と評しており、スティーヴ・ルカサーも「最も尊敬するプレイ」と賞賛している。B'zの稲葉浩志も、一番好きな楽曲に挙げている。
デジタルリマスターが行われるようになった80年代末以降においても、バスドラムのペダルが発生源であるノイズが完全には除去出来ず、エンジニアを苦しめている。

## ステージ・パフォーマンス
1970年1月のイギリスツアーで試奏され、以後、基本的にレッド・ツェッペリンの全てのツアーでセットリストにあった。1973年の北米ツアーでは「ミスティ・マウンテン・ホップ」から続くメドレーとして演奏された。1975年にはペイジの怪我の影響もあってほとんど演奏されなかったが、1977年以降はレパートリーに復帰している。
この曲は、レッド・ツェッペリンのカタログ中、聴衆から最も歓迎された曲の一つであり、コンサートではしばしば、ペイジが最初の一音を弾いた瞬間、何の曲かを悟った観客が大喝采するという光景が見られた。
レッド・ツェッペリン解散後も、プラントのソロツアーや「ペイジ＆プラント」のステージで演奏されている。そして2007年、O2アリーナでの再結成ギグでもコンサート中盤に演奏された。